# 2014-es svéd labdarúgó-bajnokság (első osztály)
A 2014-es Allsvenskan volt a 90. alkalommal megrendezett, legmagasabb szintű labdarúgó-bajnokság Svédországban. A pontvadászat 2014. március 30-án kezdődött és novemberben ért véget. A címvédő a Malmö FF csapata, amely a 2013-as bajnoki évben a 20. címét ünnepelte.

## Csapatváltozások
| Feljutott az első osztályba | Kiesett a másodosztályba |
| --------------------------- | ------------------------ |
| Falkenbergs FF Örebro SK    | Östers IF Syrianska FC   |

## Részt vevő csapatok
| Csapat            | Székhely    | Stadion          | Befogadóképesség1 |
| ----------------- | ----------- | ---------------- | ----------------- |
| AIK               | Stockholm   | Friends Aréna    | 54,000            |
| BK Häcken         | Göteborg    | Gamla Ullevi     | 18,900            |
| Djurgårdens IF    | Stockholm   | Tele2 Aréna      | 33,000            |
| Falkenbergs FF    | Falkenberg  | Falkenbergs IP   | 5,000             |
| Gefle IF          | Gävle       | Strömvallen      | 7,200             |
| Halmstads BK      | Halmstad    | Örjans Vall      | 15,500            |
| Helsingborgs IF   | Helsingborg | Olympia          | 16,500            |
| IF Brommapojkarna | Stockholm   | Grimsta IP       | 8,000             |
| IF Elfsborg       | Borås       | Borås Arena      | 16,899            |
| IFK Göteborg      | Göteborg    | Gamla Ullevi     | 18,900            |
| IFK Norrköping    | Norrköping  | Idrottsparken    | 15,734            |
| Kalmar FF         | Kalmar      | Guldfågeln Arena | 12,182            |
| Malmö FF          | Malmö       | Swedbank Stadion | 24,000            |
| Mjällby AIF       | Mjällby     | Strandvallen     | 7,500             |
| Åtvidaberg FF     | Åtvidaberg  | Kopparvallen     | 8,000             |
| Örebro SK         | Örebro      | Behrn Arena      | 13,129            |

- 1A Svéd Labdarúgó Szövetség honlapja szerint.[5]

### Személyek és támogatók
| Csapat            | Vezetőedző        | Csapatkapitány      | Mezgyártó | Mezszopnzor              |     |             |                     |        |      |
| ----------------- | ----------------- | ------------------- | --------- | ------------------------ | --- | ----------- | ------------------- | ------ | ---- |
| Csapat            | Vezetőedző        | Csapatkapitány      | Mezgyártó | Mezszopnzor              | AIK | Andreas Alm | Nils-Eric Johansson | Adidas | Åbro |
| BK Häcken         | Peter Gerhardsson | Martin Ericsson     | Nike      | BRA Bygg                 |     |             |                     |        |      |
| Djurgårdens IF    | Per Olsson        | Andreas Johansson   | Adidas    | Prioritet Finans         |     |             |                     |        |      |
| Falkenbergs FF    | Henrik Larsson    | David Svensson      | Nike      | Gekås Ullared            |     |             |                     |        |      |
| Gefle IF          | Roger Sandberg    | Marcus Hansson      | Umbro     | Sandvik                  |     |             |                     |        |      |
| Halmstads BK      | Jens Gustafsson   | Richard Magyar      | Puma      | Various                  |     |             |                     |        |      |
| Helsingborgs IF   | Roar Hansen       | Peter Larsson       | Puma      | Resurs Bank              |     |             |                     |        |      |
| IF Brommapojkarna | Stefan Billborn   | Jacob Une Larsson   | Adidas    | Santander Group          |     |             |                     |        |      |
| IF Elfsborg       | Janne Mian        | Johan Larsson       | Umbro     | Various                  |     |             |                     |        |      |
| IFK Göteborg      | Mikael Stahre     | Mattias Bjärsmyr    | Adidas    | Prioritet Finans         |     |             |                     |        |      |
| IFK Norrköping    | Janne Andersson   | Andreas Johansson   | Nike      | Holmen                   |     |             |                     |        |      |
| Kalmar FF         | Hans Eklund       | David Elm           | Puma      | Småländska Hjältevadshus |     |             |                     |        |      |
| Malmö FF          | Åge Hareide       | Guillermo Molins    | Puma      | Rörläggaren              |     |             |                     |        |      |
| Mjällby AIF       | Anders Linderoth  | Mattias Asper       | Puma      | Various                  |     |             |                     |        |      |
| Åtvidabergs FF    | Peter Swärdh      | Daniel Hallingström | Uhlsport  | Åtvidabergs Sparbank     |     |             |                     |        |      |
| Örebro SK         | Alexander Axén    | Magnus Wikström     | Puma      | Various                  |     |             |                     |        |      |

### Vezetőedző váltások
| Csapat            | Távozó edző        | Ok                                              | Dátum              | Poz.      | Érkező edző      | Dátum              |
| ----------------- | ------------------ | ----------------------------------------------- | ------------------ | --------- | ---------------- | ------------------ |
| Djurgårdens IF    | Per-Mathias Høgmo  | a Norvég labdarúgó-válogatott vezetőedzője lett | 2013. november 3.  | Előszezon | Per Olsson       | 2013. november 20. |
| Kalmar FF         | Nanne Bergstrand   | lemondott                                       | 2013. november 3.  | Előszezon | Hans Eklund      | 2013. november 4.  |
| Falkenbergs FF    | Hans Eklund        | a Kalmar FF vezetőedzője lett                   | 2013. november 4.  | Előszezon | Henrik Larsson   | 2013. december 4.  |
| Gefle IF          | Per Olsson         | a Djurgårdens IF vezetőedzője lett              | 2013. november 20. | Előszezon | Roger Sandberg   | 2013. december 10. |
| Malmö FF          | Rikard Norling     | lemondott                                       | 2013. november 27. | Előszezon | Åge Hareide      | 2014. január 9.    |
| IF Brommapojkarna | Roberth Björknesjö | lemondott                                       | 2013. november 30. | Előszezon | Stefan Billborn  | 2013. december 6.  |
| Örebro SK         | Per-Ola Ljung      | a GAIS vezetőedzője lett                        | 2014. június 13.   | 11.       | Alexander Axén   | 2014. június 13.   |
| Mjällby AIF       | Lars Jacobson      | menesztették                                    | 2014. július 19.   | 14.       | Anders Linderoth | 2014. július 21.   |
| IF Elfsborg       | Klas Ingesson      | elhunyt                                         | 2014. október 29.  | 4.        | Janne Mian       | 2014. október 29.  |

## A bajnokság végeredménye
| Hely. | Csapat                | M  | Gy | D  | V  | G+ | G– | Gk  | P  | Továbbjutás vagy kiesés |
| ----- | --------------------- | -- | -- | -- | -- | -- | -- | --- | -- | ----------------------- |
| 1.    | Malmö FF (B)          | 30 | 18 | 8  | 4  | 59 | 31 | +28 | 62 | BL, 2. selejtezőkör     |
| 2.    | IFK Göteborg          | 30 | 15 | 11 | 4  | 58 | 34 | +24 | 56 | EL, 2. selejtezőkör     |
| 3.    | AIK                   | 30 | 15 | 7  | 8  | 59 | 42 | +17 | 52 | EL, 1. selejtezőkör     |
| 4.    | IF Elfsborg           | 30 | 15 | 7  | 8  | 40 | 31 | +9  | 52 | EL, 1. selejtezőkör     |
| 5.    | BK Häcken             | 30 | 13 | 7  | 10 | 58 | 45 | +13 | 46 |                         |
| 6.    | Örebro SK             | 30 | 13 | 7  | 10 | 54 | 44 | +10 | 46 |                         |
| 7.    | Djurgårdens IF        | 30 | 11 | 10 | 9  | 47 | 33 | +14 | 43 |                         |
| 8.    | Åtvidaberg FF         | 30 | 12 | 7  | 11 | 39 | 46 | −7  | 43 |                         |
| 9.    | Helsingborgs IF       | 30 | 10 | 9  | 11 | 41 | 44 | −3  | 39 |                         |
| 10.   | Halmstads BK          | 30 | 11 | 6  | 13 | 44 | 50 | −6  | 39 |                         |
| 11.   | Kalmar FF             | 30 | 10 | 9  | 11 | 36 | 45 | −9  | 39 |                         |
| 12.   | IFK Norrköping        | 30 | 9  | 9  | 12 | 39 | 50 | −11 | 36 |                         |
| 13.   | Falkenbergs FF        | 30 | 9  | 6  | 15 | 37 | 49 | −12 | 33 |                         |
| 14.   | Gefle IF (O)          | 30 | 8  | 8  | 14 | 34 | 42 | −8  | 32 | Osztályozó              |
| 15.   | Mjällby AIF (R)       | 30 | 8  | 5  | 17 | 29 | 47 | −18 | 29 | Kiesik a Superettan-ba  |
| 16.   | IF Brommapojkarna (R) | 30 | 2  | 6  | 22 | 28 | 69 | −41 | 12 | Kiesik a Superettan-ba  |

### Osztályozó
| 2014. november 6. 18:30 UTC+1 |

| Ljungskile SK | 1–3         | Gefle IF                                     |
| ------------- | ----------- | -------------------------------------------- |
| Olsson 12'    | Jegyzőkönyv | Oremo 18' (11-esből) Lantto 51' Williams 55' |

| Skarsjövallen, Ljungskile Nézőszám: 1973 Játékvezető: Michael Lerjéus (Skövde) |

| 2014. november 9. 14:30 UTC+1 |

| Gefle IF      | 1–0         | Ljungskile SK |
| ------------- | ----------- | ------------- |
| Lundevall 52' | Jegyzőkönyv |               |

| Strömvallen, Gävle Nézőszám: 4 228 Játékvezető: Andreas Ekberg (Lund) |

Gefle IF nyert 4–1-es összesítéssel.

## Statisztika
| # | Játékos          | Klub            | Gólok |
| - | ---------------- | --------------- | ----- |
| 1 | Lasse Vibe       | IFK Göteborg    | 23    |
| 2 | Ricardo Santos   | Åtvidaberg FF   | 17    |
| 2 | David Accam      | Helsingborgs IF | 17    |
| 4 | Markus Rosenberg | Malmö FF        | 15    |
| 5 | Emil Forsberg    | Malmö FF        | 14    |
| 5 | Nabil Bahoui     | AIK             | 14    |
| 5 | Alhassan Kamara  | Örebro SK       | 14    |
| 8 | Henok Goitom     | AIK             | 12    |

| # | Játékos            | Klub              | Gólpassz |
| - | ------------------ | ----------------- | -------- |
| 1 | Markus Rosenberg   | Malmö FF          | 14       |
| 2 | Nicklas Bärkroth   | IF Brommapojkarna | 10       |
| 3 | Celso Borges       | AIK               | 9        |
| 3 | Stefan Karlsson    | Djurgårdens IF    | 9        |
| 3 | Emil Salomonsson   | IFK Göteborg      | 9        |
| 6 | Martin Christensen | Åtvidaberg FF     | 8        |
| 6 | Simon Lundevall    | Gefle IF          | 8        |
| 6 | Jonathan Ring      | Kalmar FF         | 8        |